# GNU TeXmacs
GNU TeXmacs es un editor de documentos científicos WYSIWYG-WYSIWYM. Facilita la estructuración del documento y permite la inclusión de fórmulas matemáticas de gran calidad.
La fórmula:
{\displaystyle {\frac {-b\pm {\sqrt {b^{2}-4ac}}}{2a}}}
Se puede escribir tan fácilmente como en LaTeX y además puede verse mientras se escribe.

## Ventajas frente aLaTeX
La principal ventaja frente a LaTeX es la facilidad de uso propia de los WYSIWYG de ver lo que estas escribiendo, así como un amplio conjunto de atajos de comando que aligeran la pesadez de escribir fórmulas, así como la posibilidad de usar la mayor parte de los comandos de LaTeX (en este aspecto la versión de Linux es muy superior a la de Windows).